# Gornja Srbica
Sërbicë e Epërme en albanais, aussi appelée Gornja Srbica en serbe latin (en serbe cyrillique : Горња Србица), est une localité du Kosovo située dans la commune/municipalité de Prizren et dans le district de Prizren/Prizren. Selon le recensement kosovar de 2011, elle compte 179 habitants, tous albanais.

## Démographie

### Évolution historique de la population dans la localité
| 1948 | 1953 | 1961 | 1971 | 1981 | 1991 | 2011 |
| ---- | ---- | ---- | ---- | ---- | ---- | ---- |
| 177  | 191  | 244  | 308  | 342  | 383  | 179  |

|  |